# あけおめ!声優大集合
あけおめ!声優大集合（あけおめ!せいゆうだいしゅうごう）は、NHK BSプレミアムで生放送されていたバラエティ番組・年越し番組。2018年度以降の正式タイトルには新年の西暦年数が入り「あけおめ!声優大集合20XX」として放送されている。

## 概要
人気声優をスタジオゲストに招き入れ、声優の技を堪能する生放送の年越しバラエティ番組。2017年に「ニッポンアニメ100」シリーズの一環として企画され、以降もシリーズ化された。

## 放送リスト
ニッポンアニメ100 あけおめ!声優大集合
放送時間：2017年12月31日 23:45 - 2018年1月1日 4:50
司会：西川貴教、松澤千晶
声優ゲスト：関智一、小野友樹、名塚佳織、朴璐美、阿澄佳奈、尾崎由香、河西健吾、小西克幸、小松未可子、高垣彩陽、戸松遥、平田広明、森田成一
解説ゲスト：氷川竜介、藤津亮太

あけおめ!声優大集合2019
放送時間：2018年12月31日 23:45 - 2019年1月1日 4:50
司会：西川貴教、杉浦友紀
声優ゲスト：井澤詩織、伊東健人、小野賢章、加隈亜衣、寿美菜子、真田アサミ、関智一、高橋広樹、豊崎愛生、中村繪里子、潘めぐみ、三宅健太
解説ゲスト：藤津亮太

あけおめ!声優大集合2020
放送時間：2019年12月31日 23:45 - 2020年1月1日 5:00
司会：西川貴教、小松宏司
声優ゲスト：井上和彦、高野麻里佳、古賀葵、小西克幸、関智一、竹内順子、豊崎愛生、野島裕史、広瀬裕也、柚木涼香
解説ゲスト：藤津亮太

## 備考
- 2020年度「あけおめ!声優大集合2021」については新型コロナウイルス感染予防の観点から放送を断念したことを3年連続で司会を担当してきた西川貴教が自身のラジオ番組『T.M.Revolution 西川貴教のちょこっとナイトニッポン』（ニッポン放送）にて明らかにした[2]。BSプレミアムでは代替の年越し番組として、プレミアムシネマ・年越し映画マラソン「テキサスの五人の仲間」（22:43 - 24:20）を放送した[3]。その後2021年以降も年越し映画マラソンを編成している。